# Lettera a Madama Cristina di Lorena granduchessa di Toscana
A Lettera a Madama Cristina di Lorena granduchessa di Toscana é um ensaio escrito em 1615 por Galileu Galilei. A intenção desta carta era acomodar o copernicanismo com as doutrinas da Igreja Católica. Galileu tentou usar as idéias dos pais e médicos da Igreja para mostrar que a condenação do copernicanismo seria inadequada.

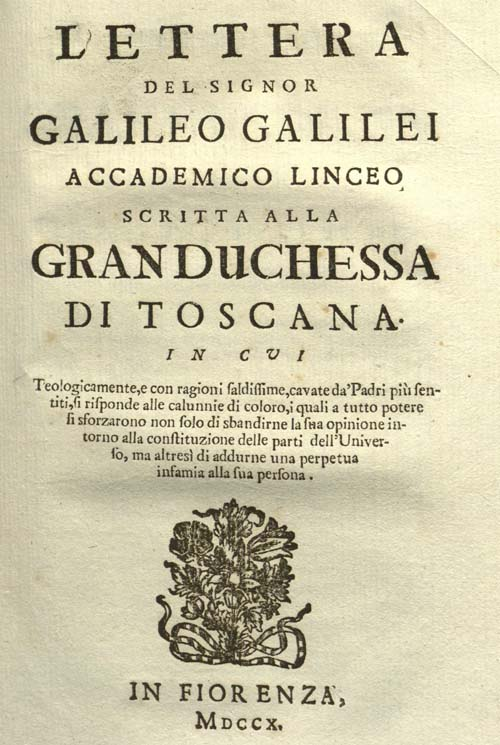
Capa da Carta de Galileu à Grã-Duquesa Cristina

## Plano de fundo
Cristina era filha de Carlos III da Lorena e neta de Catarina de Medici.

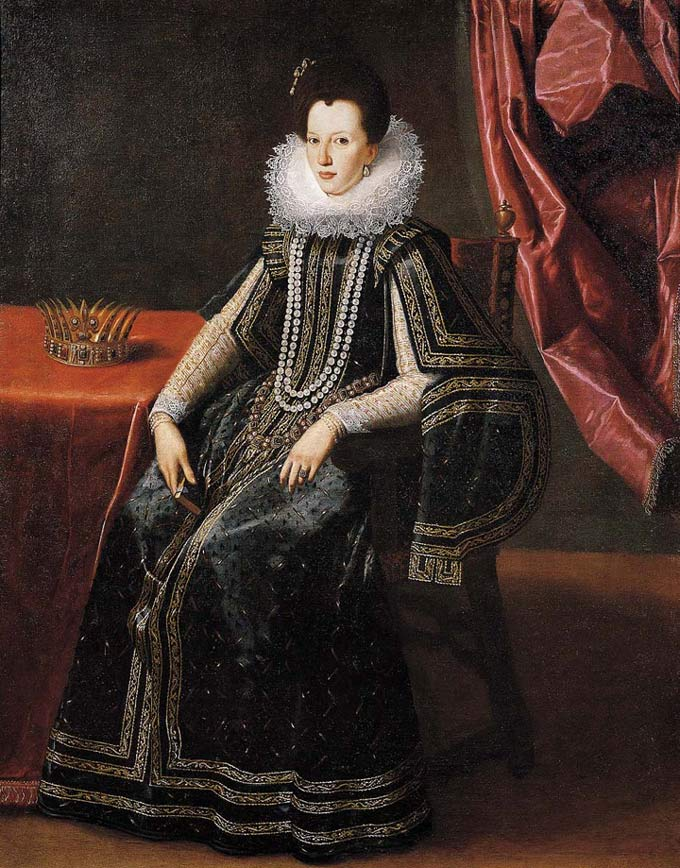
Tiberio Titi - Retrato de Christine de Lorraine Medici, 1600

Em 1611, Galileu foi informado por um amigo, Cigoli, "homens mal-intencionados, invejosos de sua virtude e méritos encontrados [para discutir]... quaisquer meios pelos quais eles poderiam prejudicá-lo." O número de estudiosos que desaprovaram seu Discurso sobre corpos flutuantes (Discorso intorno alle cose che stanno in su l'acqua, o che in quella si muovono), ou que simplesmente foram mal-humorados com Galileu cresceu, mas além de uma carta de Niccolò Lorini, não houve muita discussão sobre o assunto pelo resto do ano.
No final de 1613, o ex-aluno de Galileu, Benedetto Castelli, um monge beneditino, escreveu a Galileu sobre os eventos em um jantar recente com o grão-duque Cosimo II de Medici. Durante a conversa do jantar Cosimo Boscaglia, professor de filosofia, argumentou que o movimento da Terra não poderia ser verdadeiro, sendo contrário à Bíblia. Depois que o jantar terminou, Castelli foi chamado de volta para responder aos argumentos bíblicos contra o movimento da Terra de Cristina. O monge assumiu o papel de teólogo em resposta, e convenceu todos os presentes, exceto a Duquesa (que ele pensava que estava discutindo principalmente para ouvir suas respostas) e Boscaglia (que não disse nada durante o diálogo). Galileu decidiu se dirigir a Cristina por causa de seu desejo de aprender mais sobre astronomia. A posição de poder de Cristina também daria à carta mais exposição a outros nobres e líderes da Igreja.

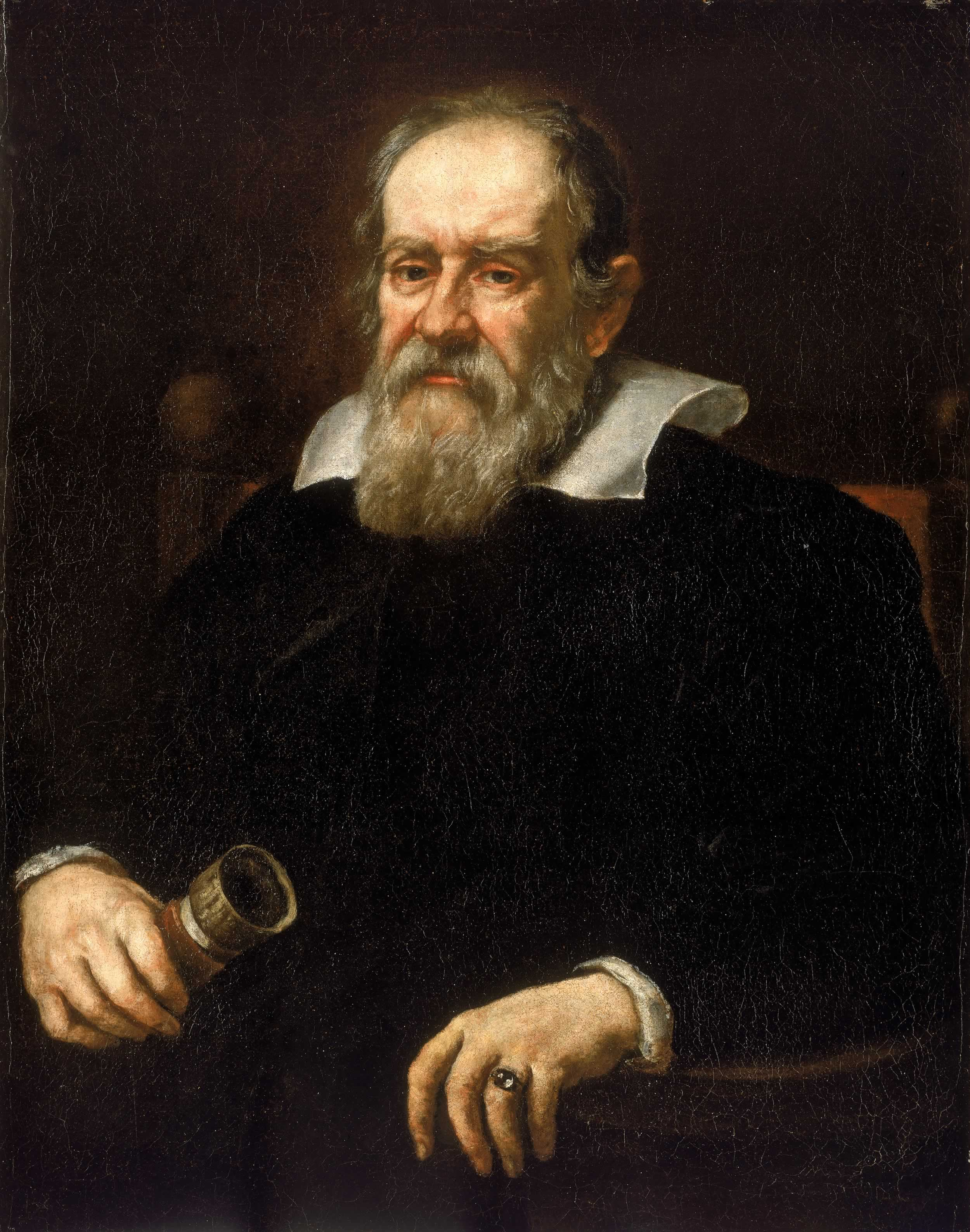
Justus Sustermans - Retrato de Galileo Galilei, 1636

Galileu respondeu com uma longa carta dando sua posição sobre a relação entre ciência e Escritura. Em 1615, com a controvérsia sobre o movimento da Terra generalizada e cada vez mais perigosa, Galileu revisou esta carta e a expandiu muito; esta se tornou a Carta à Grã-Duquesa Cristina. A carta circulou em manuscrito, mas só foi impressa muito mais tarde, quando a Inquisição condenou Galileu. 

## Conteúdo da carta
Galileu argumentou que a teoria copernicana não era apenas uma ferramenta de cálculo matemático, mas uma realidade física. A carta inclui um parágrafo direto no qual Galileu escreveu:
Eu mantenho o sol situado imóvel no centro da revolução das orbes celestes enquanto a terra gira em seu eixo e gira em torno do sol. Eles sabem também que apoio esta posição não apenas refutando os argumentos de Ptolomeu e Aristóteles... especialmente alguns relativos a efeitos físicos cujas causas talvez não possam ser determinadas de outra maneira, e outras descobertas astronômicas; essas descobertas claramente refutam o sistema ptolomaico e concordam admiravelmente com essa outra posição e a confirmam.
Essa abordagem fez com que alguns, incluindo o frade dominicano Niccolò Lorini, se queixassem à Inquisição, que julgou e acabou condenando Galileu por suspeita de heresia.

## Metodologia da carta
Galileu começa a carta com uma pequena bajulação à grã-duquesa. Ele tenta construí-la como uma figura de autoridade e, em seguida, apresenta suas próprias credenciais para mostrar que tem autoridade semelhante. Visto que a Grã-Duquesa era uma pessoa de alta autoridade, mas não tinha muito conhecimento no campo da astronomia, Galileu foi capaz de escrever a carta de uma maneira compreensível para um leigo. Ele tenta obter a simpatia da Duquesa, mencionando os ataques injustos feitos contra sua honra. Ele tentou retratar-se "como um homem de boa vontade que busca apenas revelar a verdade". Ele afirma que foi motivado a escrever a carta para se justificar aos homens de religião que ele tem em grande estima.

## Argumento de Joshua
Os críticos do sistema copernicano usaram a Batalha de Gibeão do décimo capítulo do Livro de Josué como evidência escriturística contra o heliocentrismo. No capítulo, Josué pede a Deus que pare o Sol para alongar o dia e permitir que os israelitas ganhem a batalha. Quando considerada literalmente, essa história implica que o Sol é móvel.
Galileu adota uma perspectiva agostiniana, ao mesmo tempo que a marginaliza mais tarde. Na Carta à Grã-Duquesa, ele faz referência à obra De Genesi ad Litteram de Agostinho de Hipona, que pede um compromisso entre a tradução literal da escritura e da astronomia ou um ponto de vista alegórico, que poderia resolver futuros conflitos astronômicos que poderiam comprometer a validade da Bíblia.
Enquanto seus críticos interpretaram a parada do Sol como significando que o Sol interrompe sua órbita ao redor da Terra, Galileu interpretou com um ponto de vista astronômico diferente. Ele afirmou que Deus parou as manchas solares em vez do próprio Sol, o que implica que foi a relação entre o Sol e a Terra que interrompeu seu movimento. Assim, ele argumentou que a Terra gira em torno do Sol.

## Recepção
Galileu escreveu a carta à grã-duquesa em um esforço para convencê-la da compatibilidade do copernicanismo e das Escrituras. Isso serviu como um tratado sob o disfarce de uma carta, com o propósito de se dirigir aos politicamente poderosos, bem como aos seus colegas matemáticos e filósofos. O objetivo do público secundário era direcionado a quem ele acreditava estar condenando Copérnico. O fracasso desse estratagema foi que ele usou Cristina como sua audiência titular, em vez da audiência sombria que ele realmente procurava persuadir. O resultado foi que ele estava tentando comover um público não familiarizado com o tema escolhido, ao invés daqueles que já estavam dispostos sobre o tema do movimento dos céus.
“Com seu tom depreciativo, Galileu efetivamente marca um grupo de filósofos e teólogos como adversários cujas falhas ele passa a definir”. Dentro desse grupo foram aristotélicos progressistas, incluindo Bishop Dini, cardeais Belarmino e Barberini, bem como os astrônomos jesuítas famosos no Collegio Romano (Colégio Romano). Esses homens estavam abertos à demonstração científica para progredir nas teorias de Copérnico, no entanto Galileu os ataca afirmando que eles "determinam em 'zelo hipócrita' preservar a todo custo o que acreditam, em vez de admitir o que é óbvio aos seus olhos". Isso agrava seus problemas em vez de ajudá-lo. Além disso, sua carta omite fatos importantes que incluem a postura não agressiva da Igreja em relação a Copérnico quando o cânone propôs seu modelo heliocêntrico. Um teólogo dominicano Tolosani fez um ataque não publicado ao sistema copernicano já em 1544.
Além disso, o tom da carta era combativo e excessivamente orgulhoso. "Muitos se ressentiram de seu tom arrogante, sua presunção de falar sobre assuntos teológicos e de passar do mundo da astronomia matemática para o mundo da filosofia natural". "Mas ele se arruinou por estar tão apaixonado por seu próprio gênio e não ter respeito pelos outros. Não se deve admirar que todos conspirem para condená-lo".